# アフリカバオバブ

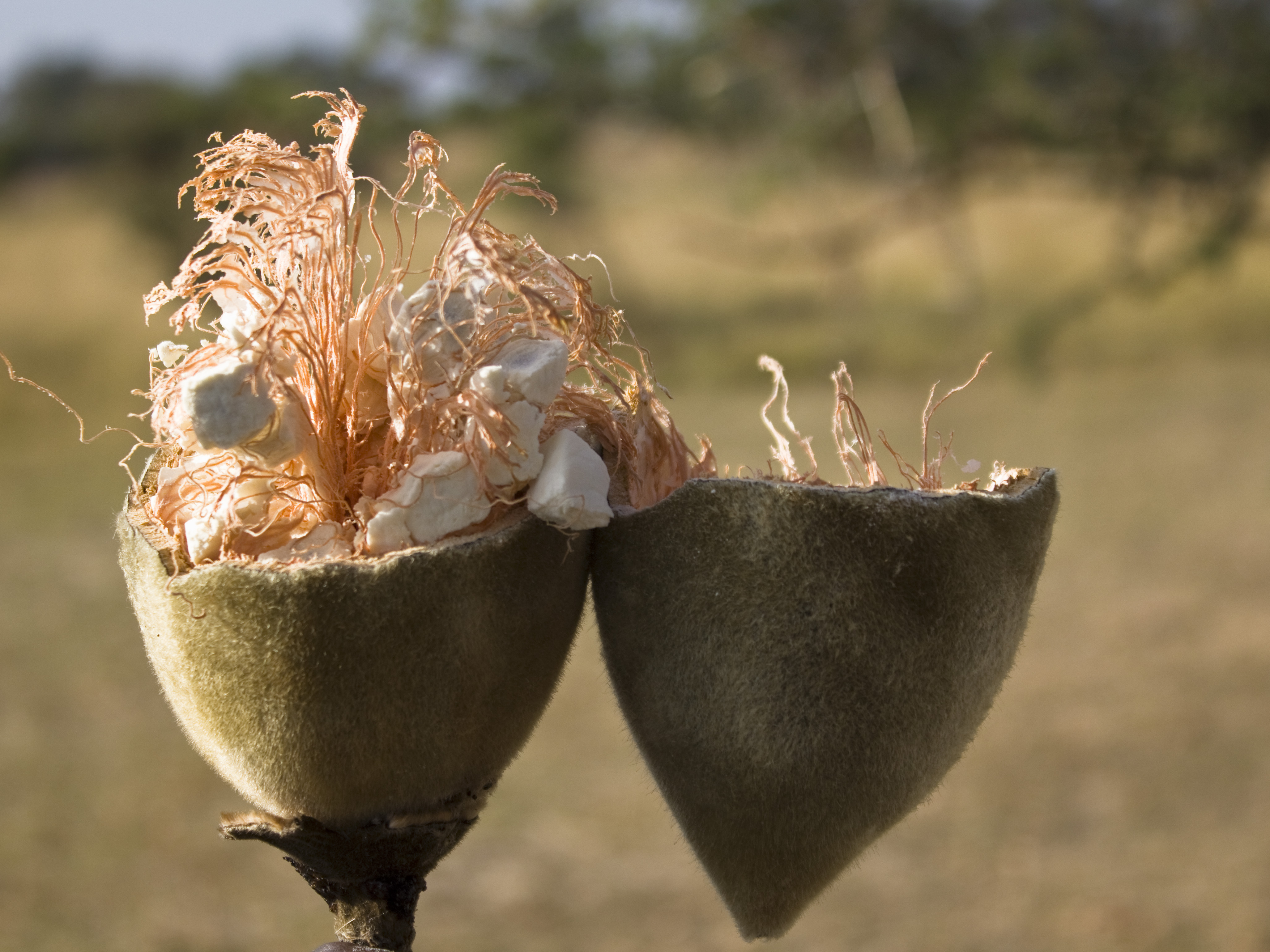
Adansonia digitata

アフリカバオバブ（学名: Adansonia digitata）は、アオイ目パンヤ科バオバブ属の植物。アフリカ大陸のサバンナ地域に広く分布している。バオバブのなかでも一般的な樹種で、樹形はずんぐりしており、直径10メートル (m) を越える巨木になる。アフリカの現地の言葉で、ブワブワ（bwabwa）、ムワンバ（mwamba）、ムブユ（mubuty）、モワナ（mowana）などとよばれる。

## 分布
アフリカ大陸のセネガルからスーダンにかけての熱帯乾燥地域、アフリカ大陸東部のエチオピアからモザンビークにかけて広く分布している。サハラ砂漠以南のアフリカ大陸のサバンナでは、よく見られる。

## 形態・生態
アフリカバオバブは、群生していることもあるが単独で生えることが多い。木の寿命は、推定で2000年ほど生きられると考えられている。
樹高は25メートル (m) ほどで、幹の周長も同じくらいになる。古木の幹の表面はなめらかで、そのほとんどは菌類の感染によって中が空洞になっている。幹はやわらかくて水分が多く、ここに数千リットルの水を蓄えておくことができる。さらに、樹木としては非常に珍しく、幹の水分の貯蔵量によって木が大きくなったり縮んだりする。葉は5枚または7枚の小葉からなる。
花は一日花で、大きな白い5弁花が吊り下がって咲き、酸っぱいような芳香がある。花は花蜜が少ない代わりに、雄蕊がたくさんある。オオコウモリやガラゴは、この雄蕊を食べながら花粉を浴び、花から花へと移動して花粉を媒介する。花後は柄の先に、25センチメートル (cm) ほどもある卵形をした茶色の果実をぶら下げてつける。果実はゾウやヒヒなどの動物に食べられて、種子が撒布される。

## 利用
果実、葉は食用となる。樹皮は薬用、繊維、家畜の飼料などに利用される。実の表面はやわらかく、果肉は酸っぱくてポロポロしており、ビタミンCを多く含んでおり、さっぱりした飲料の材料になる。種子はコーヒーの代用品として利用される。樹皮から採られた繊維からは、マットや帽子などが作られていて商品としても売られている。
古木の幹の空洞は、隠れ家、倉庫、バーのほか、仮設の牢屋にも使われるという。

## 伝説
アフリカバオバブの木が分不相応な企てをし、すったもんだの末に、怒った創造主によって木がひっくり返されて、空中に根をさらしたという言い伝えがある。アフリカの多くの言い伝えでは、アフリカバオバブは祖先の霊の住処と見なされており、有害な力と結びつけられることもある。アフリカではバオバブは尊重される木であり、こうした信仰から保護の対象につながっている。